# IC 3575
IC 3575 ist eine Zwerggalaxie vom Hubble-Typ dE im Sternbild Haar der Berenike am Nordsternhimmel. Sie ist schätzungsweise 37 Millionen Lichtjahre von der Milchstraße entfernt.
Das Objekt wurde am 10. Mai 1904 von Royal Harwood Frost entdeckt.